# اگراهرا بلاگولی
اگراهرا بلاگولی (به انگلیسی: Agrahara Belaguli) یک منطقهٔ مسکونی در هند است که در کارناتاکا واقع شده‌است.